# 弗利斯灣
63°12′S 55°10′W / 63.200°S 55.167°W
弗利斯灣是南極洲的海灣，位於茹安維爾島北岸，處於費茲洛伊角以西，該海灣以阿根廷海軍的指揮官命名，現時由南極條約體系管理。